# Transports en commun d'Issoudun
Pour les articles homonymes, voir TIG.
Les transports en commun d'Issoudun sont les transports en commun de la commune d'Issoudun, qui est située dans le département de l'Indre, en région Centre-Val de Loire. Ils se divisent en deux réseaux : le premier appelé « Transport Issoudun Gratuit » est le réseau urbain et le deuxième appelé « Transport Intercommunal Gratuit Rural » est le réseau interurbain.

## Transport Issoudun Gratuit
Le Transport Issoudun Gratuit (TIG) est le réseau de bus urbain qui dessert la commune française d'Issoudun. Le réseau est exploité par STI Centre.

### Histoire
En 1989, afin de proposer un moyen de déplacement pour les personnes âgées et les loisirs des enfants, la ville d'Issoudun décide de créer un service urbain gratuit. L'exploitation était confiée aux transports départementaux de l'Indre (TDI). La société définit un circuit, à l'origine desservi une seule journée par semaine. Le service reste faible mais il sera étendu à d'autres jours de la semaine.
En octobre 1999, les circuits et les horaires ont été réorganisés. Un service sur le quartier d'Avail est organisé avec un aller-retour les mercredis, jeudis et samedis après-midi sur simple demande téléphonique. Depuis 2002, ce circuit ne fonctionne plus en raison du manque de fréquentation de la ligne et des réservations.
En 2000, le réseau est exploité par Connex.
Le 17 septembre 2013, le réseau est remanié. Il passe de quatre lignes à une seule, avec toujours les mêmes fréquences de passages.

### Lignes du réseau
La ligne au 1er janvier 2021 est présentée dans le tableau ci-après :
| Ligne | Caractéristiques | Caractéristiques                                                   | Caractéristiques                                                   | Caractéristiques                                                   | Caractéristiques                                                   | Caractéristiques                                                   | Caractéristiques                                                   | Caractéristiques                                                   | Caractéristiques                                                   |
| TIG   | (Circulaire) Centre-ville - Poterie ⥋ par les quartiers d'Issoudun | (Circulaire) Centre-ville - Poterie ⥋ par les quartiers d'Issoudun | (Circulaire) Centre-ville - Poterie ⥋ par les quartiers d'Issoudun | (Circulaire) Centre-ville - Poterie ⥋ par les quartiers d'Issoudun | (Circulaire) Centre-ville - Poterie ⥋ par les quartiers d'Issoudun | (Circulaire) Centre-ville - Poterie ⥋ par les quartiers d'Issoudun | (Circulaire) Centre-ville - Poterie ⥋ par les quartiers d'Issoudun | (Circulaire) Centre-ville - Poterie ⥋ par les quartiers d'Issoudun | (Circulaire) Centre-ville - Poterie ⥋ par les quartiers d'Issoudun |
| ----- | --- | ------------------------------------------------------------------ | ------------------------------------------------------------------ | ------------------------------------------------------------------ | ------------------------------------------------------------------ | ------------------------------------------------------------------ | ------------------------------------------------------------------ | ------------------------------------------------------------------ | ------------------------------------------------------------------ |
| TIG   | Ouverture / Fermeture 2013 / — | Longueur —                                                         | Durée 85 min                                                       | Nb. d’arrêts 36                                                    | Matériel Standards                                                 | Jours de fonctionnement Ma, Me, J, V, S                            | Jour / Soir / Nuit / Fêtes O / N / N / N                           | Voy. / an —                                                        | Exploitant STI Centre                                              |
| TIG   | Desserte : Ligne composée de quatre boucles desservies successivement au départ de l'arrêt Centre-ville - Poterie (sauf entre les boucles vertes et bleues, le bus repasse à cet arrêt après chaque boucle) : - Boucle rose : Desserte de la gare, du centre hospitalier La Tour Blanche et du nord-ouest de la ville ; - Boucle jaune : Desserte des Terres rouges, au sud de la ville ; - Boucle bleue : Desserte du musée Saint-Roch, du centre culturel Albert-Camus, du collège Denis-Diderot et du sud-est de la ville ; - Boucle verte : Desserte du centre hospitalier La Tour Blanche, de la zone commerciale, du cimetière, du Stade Henri-Mérillac, des Coinchettes, de l'IUT et de l'est de la ville. |                                                                    |                                                                    |                                                                    |                                                                    |                                                                    |                                                                    |                                                                    |                                                                    |
| TIG   | Autre : |                                                                    |                                                                    |                                                                    |                                                                    |                                                                    |                                                                    |                                                                    |                                                                    |
| TIG   | Dernière actualisation : — |                                                                    |                                                                    |                                                                    |                                                                    |                                                                    |                                                                    |                                                                    |                                                                    |

## Transport Intercommunal Gratuit Rural
Le Transport Intercommunal Gratuit Rural (TIGR) est le réseau de transport intercommunal qui dessert la commune française d'Issoudun et sa communauté de communes, qui s'étend sur des communes des départements de l'Indre et du Cher. Le réseau est exploité par STI Centre.

### Histoire
Le réseau est créé en 2002. Depuis le 1er janvier 2013, Mareuil-sur-Arnon ne fait plus partie de la communauté de communes du Pays d'Issoudun, ce qui a pour conséquence, le retrait de la desserte TIGR pour cette commune.

### Lignes du réseau
La liste des lignes au 1er janvier 2021 est présentée dans le tableau ci-après :
| Ligne  | Caractéristiques | Caractéristiques | Caractéristiques | Caractéristiques | Caractéristiques | Caractéristiques | Caractéristiques | Caractéristiques | Caractéristiques |
| TIGR 1 | (Circulaire) Issoudun - Place du Sacré-Cœur ⥋ Issoudun - Centre culturel Albert-Camus via les communes du nord de la communauté de communes et la place du Sacré-Cœur | (Circulaire) Issoudun - Place du Sacré-Cœur ⥋ Issoudun - Centre culturel Albert-Camus via les communes du nord de la communauté de communes et la place du Sacré-Cœur  | (Circulaire) Issoudun - Place du Sacré-Cœur ⥋ Issoudun - Centre culturel Albert-Camus via les communes du nord de la communauté de communes et la place du Sacré-Cœur  | (Circulaire) Issoudun - Place du Sacré-Cœur ⥋ Issoudun - Centre culturel Albert-Camus via les communes du nord de la communauté de communes et la place du Sacré-Cœur  | (Circulaire) Issoudun - Place du Sacré-Cœur ⥋ Issoudun - Centre culturel Albert-Camus via les communes du nord de la communauté de communes et la place du Sacré-Cœur  | (Circulaire) Issoudun - Place du Sacré-Cœur ⥋ Issoudun - Centre culturel Albert-Camus via les communes du nord de la communauté de communes et la place du Sacré-Cœur  | (Circulaire) Issoudun - Place du Sacré-Cœur ⥋ Issoudun - Centre culturel Albert-Camus via les communes du nord de la communauté de communes et la place du Sacré-Cœur  | (Circulaire) Issoudun - Place du Sacré-Cœur ⥋ Issoudun - Centre culturel Albert-Camus via les communes du nord de la communauté de communes et la place du Sacré-Cœur  | (Circulaire) Issoudun - Place du Sacré-Cœur ⥋ Issoudun - Centre culturel Albert-Camus via les communes du nord de la communauté de communes et la place du Sacré-Cœur  |
| ------ | --- | --- | --- | --- | --- | --- | --- | --- | --- |
| TIGR 1 | Ouverture / Fermeture 1994 / — | Longueur — | Durée 68 min | Nb. d’arrêts 12 | Matériel Autocars | Jours de fonctionnement Me, S | Jour / Soir / Nuit / Fêtes O / N / N / N | Voy. / an — | Exploitant STI Centre |
| TIGR 1 | Desserte : Les Bordes, Diou, Issoudun, Paudy et Reuilly | | | | | | | | |
| TIGR 1 | Autre : Le bus effectue d'abord une boucle au départ de la place du Sacré-Cœur en desservant successivement Les Bordes, Paudy, Reuilly et Diou, puis se dirige vers le centre culturel une fois revenu à Issoudun.                                                                            | | | | | | | | |
| TIGR 1 | Dernière actualisation : — | | | | | | | | |
| TIGR 2 | (Circulaire) Issoudun - Place du Sacré-Cœur ⥋ Issoudun - Centre culturel Albert-Camus via les communes de l'est de la communauté de communes et la place du Sacré-Cœur | (Circulaire) Issoudun - Place du Sacré-Cœur ⥋ Issoudun - Centre culturel Albert-Camus via les communes de l'est de la communauté de communes et la place du Sacré-Cœur | (Circulaire) Issoudun - Place du Sacré-Cœur ⥋ Issoudun - Centre culturel Albert-Camus via les communes de l'est de la communauté de communes et la place du Sacré-Cœur | (Circulaire) Issoudun - Place du Sacré-Cœur ⥋ Issoudun - Centre culturel Albert-Camus via les communes de l'est de la communauté de communes et la place du Sacré-Cœur | (Circulaire) Issoudun - Place du Sacré-Cœur ⥋ Issoudun - Centre culturel Albert-Camus via les communes de l'est de la communauté de communes et la place du Sacré-Cœur | (Circulaire) Issoudun - Place du Sacré-Cœur ⥋ Issoudun - Centre culturel Albert-Camus via les communes de l'est de la communauté de communes et la place du Sacré-Cœur | (Circulaire) Issoudun - Place du Sacré-Cœur ⥋ Issoudun - Centre culturel Albert-Camus via les communes de l'est de la communauté de communes et la place du Sacré-Cœur | (Circulaire) Issoudun - Place du Sacré-Cœur ⥋ Issoudun - Centre culturel Albert-Camus via les communes de l'est de la communauté de communes et la place du Sacré-Cœur | (Circulaire) Issoudun - Place du Sacré-Cœur ⥋ Issoudun - Centre culturel Albert-Camus via les communes de l'est de la communauté de communes et la place du Sacré-Cœur |
| TIGR 2 | Ouverture / Fermeture 1994 / — | Longueur — | Durée 51 min | Nb. d’arrêts 13 | Matériel Autocars | Jours de fonctionnement Me, S | Jour / Soir / Nuit / Fêtes O / N / N / N | Voy. / an — | Exploitant STI Centre |
| TIGR 2 | Desserte : Chârost, Issoudun, Migny, Saint-Ambroix, Sainte-Lizaigne et Saint-Georges-sur-Arnon | | | | | | | | |
| TIGR 2 | Autre : Le bus effectue d'abord une boucle au départ de la place du Sacré-Cœur en desservant successivement Sainte-Lizaigne, Migny, Saint-Georges-sur-Arnon, Chârost et Saint-Ambroix, puis se dirige vers le centre culturel une fois revenu à Issoudun.                                     | | | | | | | | |
| TIGR 2 | Dernière actualisation : — | | | | | | | | |
| TIGR 3 | (Circulaire) Issoudun - Place du Sacré-Cœur ⥋ via les communes du sud de la communauté de communes et le centre culturel Albert-Camus | (Circulaire) Issoudun - Place du Sacré-Cœur ⥋ via les communes du sud de la communauté de communes et le centre culturel Albert-Camus                                  | (Circulaire) Issoudun - Place du Sacré-Cœur ⥋ via les communes du sud de la communauté de communes et le centre culturel Albert-Camus                                  | (Circulaire) Issoudun - Place du Sacré-Cœur ⥋ via les communes du sud de la communauté de communes et le centre culturel Albert-Camus                                  | (Circulaire) Issoudun - Place du Sacré-Cœur ⥋ via les communes du sud de la communauté de communes et le centre culturel Albert-Camus                                  | (Circulaire) Issoudun - Place du Sacré-Cœur ⥋ via les communes du sud de la communauté de communes et le centre culturel Albert-Camus                                  | (Circulaire) Issoudun - Place du Sacré-Cœur ⥋ via les communes du sud de la communauté de communes et le centre culturel Albert-Camus                                  | (Circulaire) Issoudun - Place du Sacré-Cœur ⥋ via les communes du sud de la communauté de communes et le centre culturel Albert-Camus                                  | (Circulaire) Issoudun - Place du Sacré-Cœur ⥋ via les communes du sud de la communauté de communes et le centre culturel Albert-Camus                                  |
| TIGR 3 | Ouverture / Fermeture 1994 / — | Longueur — | Durée 49 min | Nb. d’arrêts 9 | Matériel Autocars | Jours de fonctionnement Me, S | Jour / Soir / Nuit / Fêtes O / N / N / N | Voy. / an — | Exploitant STI Centre |
| TIGR 3 | Desserte : Chezal-Benoît, Issoudun et Ségry | | | | | | | | |
| TIGR 3 | Autre : Le bus effectue une boucle au départ de la place du Sacré-Cœur en desservant successivement Chezal-Benoît et Ségry, puis se dirige vers le centre culturel une fois revenu à Issoudun, où contrairement aux deux autres, il ne fait que passer pour revenir à la place du Sacré-Cœur. | | | | | | | | |
| TIGR 3 | Dernière actualisation : — | | | | | | | | |

### Communes desservies
Les communes desservies sont : Les Bordes, Chârost, Chezal-Benoît, Diou, Issoudun, Migny, Paudy, Reuilly, Saint-Ambroix, Saint-Georges-sur-Arnon, Sainte-Lizaigne et Ségry. Toutes les communes appartiennent à la communauté de communes du Pays d'Issoudun.

## Parc de véhicules
En décembre 2024, le parc d'autobus du réseau TIG & TIGR est composé de 5 véhicules dont 2 bus standards et 3 autocars. Au sein de cette flotte, les autres véhicules sont équipés de moteurs Diesel.

### Bus standards
| Constructeur | Modèle           | Nombre | Numéros de parc | Période de mise en service | Affectation | Observation |
| ------------ | ---------------- | ------ | --------------- | -------------------------- | ----------- | ----------- |
| Irisbus      | Crossway LE Line | 1      | 2110            | Août 2011                  | TIG         | –           |
| Setra        | S 415 NF         | 1      | 9990            | Septembre 2009             | TIG         | –           |

### Autocars
| Constructeur | Modèle    | Nombre | Numéros de parc  | Période de mise en service      | Affectation            | Observation |
| ------------ | --------- | ------ | ---------------- | ------------------------------- | ---------------------- | ----------- |
| Irisbus      | Récréo II | 3      | 1134, 1136, 1139 | Entre juillet 2012 et août 2013 | TIGR 1, TIGR 2, TIGR 3 | –           |

### Dépôts
- Le dépôt de STI Centre est situé dans la principauté, au 59 Rue Haute Saint-Paterne, 36100 Issoudun

## Tarifications
Depuis 1989, la commune d'Issoudun a fait le choix de mettre en place la gratuité des transports en commun, sur l'ensemble de son réseau. La gratuité est financée par le Versement transport : une taxe indexée sur la masse salariale des entreprises de plus de 9 salariés.